# Willeyia delagoensis
Willeyia delagoensis är en djurart som tillhör fylumet svalgsträngsdjur, och som beskrevs av author unknown. Willeya delagoensis ingår i släktet Willeyia och familjen Spengelidae.
Artens utbredningsområde är Indiska oceanen. Inga underarter finns listade i Catalogue of Life.